# Agaricus xanthodermus
Agaricus xanthodermus es una especie de hongo basidiomiceto de la familia Agaricaceae.

## Características
La forma del sombrero (píleo) es convexa cuando es joven y algunos ejemplares tienen la apariencia de un cubo (cuadrados) aplanado en la parte superior cuando esta maduro. La superficie es seca y escamosa cuando son maduros, su color es blanquecino y miden hasta 15 centímetros de diámetro y su característica principal es que la base del tronco es amarilla.
Su carne es blanca y su olor es fuerte y desagradable. El tallo es de color blanquecino y amarillo en la base. Es un hongo que está extendido en América del Norte, Norte de África, Asia y Europa. Aparece en pequeños grupos en jardines, prados y en los lugares donde hay descomposición de hojas, troncos, tocones, especialmente de coníferas. Son sapotróficos.

## Comestibilidad
No se recomienda su ingesta, por considerárselos tóxicos, ya que puede causar problemas digestivos, si se los come, los síntomas pueden incluir calambres abdominales, náuseas y diarrea; los síntomas menos comunes incluyen dolor de cabeza, mareos, sudoración y somnolencia.